# Cimitero di Settignano
Il cimitero di Settignano si trova in via Desiderio da Settignano, a Firenze

## Storia
Nel 1855 il parroco Giuseppe Bartolini costruì, a proprie spese, in un terreno di proprietà della chiesa, un piccolo cimitero, dove si fece poi seppellire. Tra il 1880 ed il 1884 venne leggermente ampliato, raggiungendo una dimensione di 98 mt. per 41,50. In questo cimitero riposano personaggi illustri, come: Niccolò Tommaseo e sua moglie Diamante, lo scrittore Aldo Palazzeschi , lo scultore Rinaldo Carnielo, i pittori Mario Bucci e Giovanni Costetti, lo scultore Angiolo Vannetti, l'onorevole Felice Bacci, l'architetto paesaggista Pietro Porcinai, l'artista Paolo Scheggi, il giornalista Francesco Meriano, il paroliere e compositore Giancarlo Bigazzi, il calciatore e allenatore Ferruccio Valcareggi. 
Qui sono inoltre conservati monumenti sepolcrali in stile floreale: appena entrati, sulla destra, si trova il monumento a Leonello Bellini, scolpito nel 1916 da Corrado Feroci, artista sensibile al simbolismo e al modernismo di gusto francese, noto per aver realizzato alcuni monumenti, sia nel cimitero degli Allori, che nel cimitero delle Porte Sante. 
Poco più oltre si trova la lapide tombale dei Nasini, scolpita nel 1923 da A. Bargelli, caratterizzata da due angeli  e al centro una lanterna, da cui esce fumo d'incenso. Accanto si trova la tomba di Armando Lemmi realizzata nel 1921 da Augusto Minati. In essa notiamo un angelo dalla forma sinuosa, rappresentato come una giovane donna, che alza al cielo una lanterna.  
Proseguendo lungo la linea dei colombari troviamo la Lapide tombale dei Bucci, che si ispira alla statuaria fiorentina del Quattrocento, per la precisione a Desiderio da Settignano, ai Rossellino e a Mino da Fiesole. Di notevole importanza sono anche le cappelle Carnielo, dal profilo sobrio e semplice, e dei Doni , quest'ultima realizzata in Jugendstil.